# 默里迪恩 (佛羅里達州)
默里迪恩（英語：Meridian）是位於美國佛羅里達州萊昂縣的一個非建制地區。該地的面積和人口皆未知。

## 地理
默里迪恩的座標為30°38′19″N 84°18′55″W / 30.63861°N 84.31528°W，而該地的平均海拔高度為62米（即203英尺）。